# Coker Arboretum

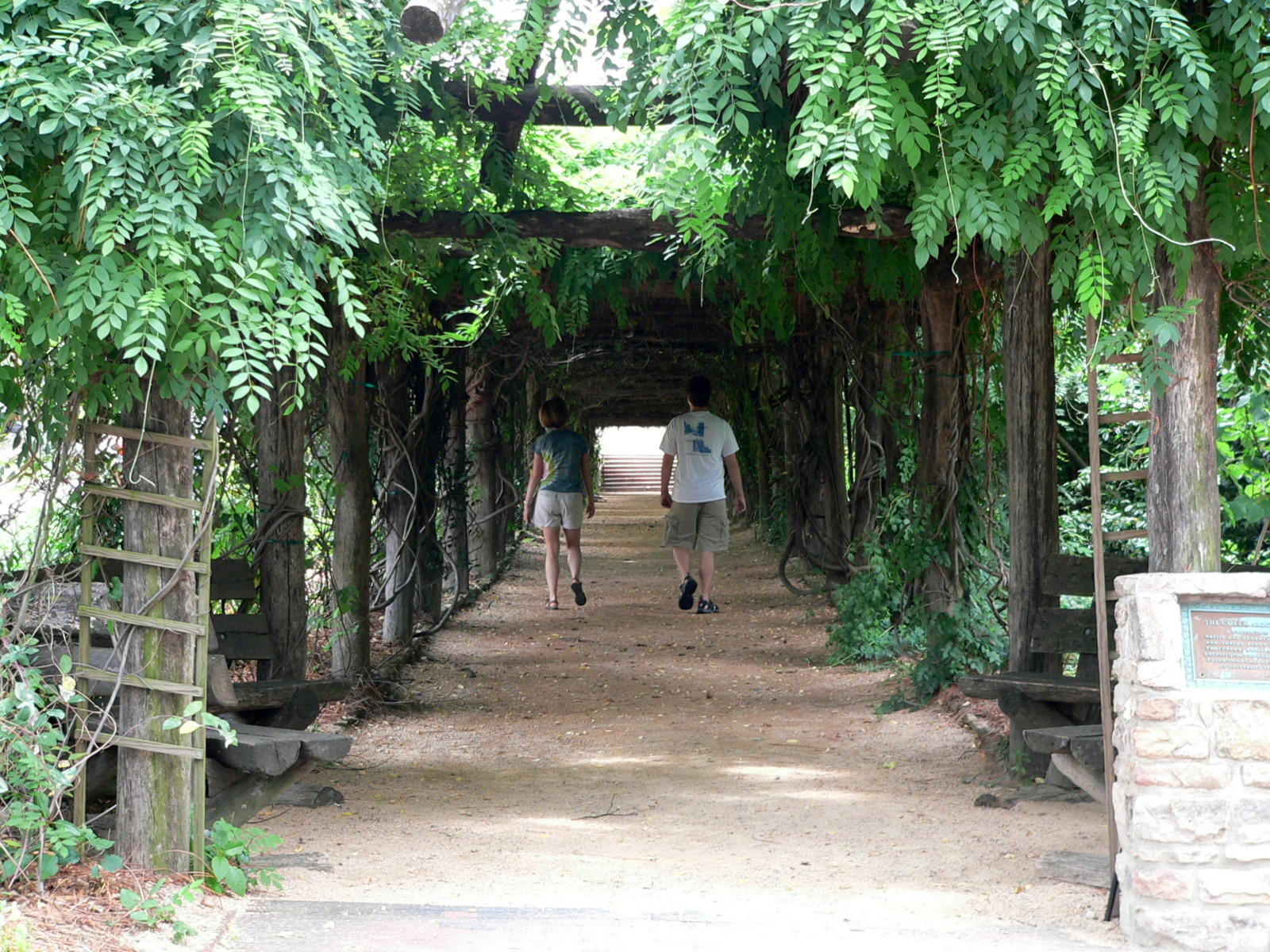
Coker Arboretum.

El Coker Arboretum es un arboreto de 2,13 hectáreas (5,3 acres) de extensión, dentro del Jardín Botánico de Carolina del Norte en la Universidad de Carolina del Norte en Chapel Hill, Chapel Hill, Carolina del Norte. Su código de identificación internacional es NCU.

## Localización
North Carolina Botanical Garden
CB Box 3375, Totten Center, University of North Carolina, Chapel Hill, Carolina del Norte 27599-3375 EE. UU.
- Teléfono: 919 962 0522

Está abierto diariamente, sin ninguna tarifa de entrada.

## Historia
Su fecha de partida se remonta a 1903, cuando el primer profesor de botánica William Chambers Coker comenzó a plantar diversas especies de árboles y arbustos en el campus central.
Durante el periodo de 1920 a 1940 añadió numerosas especies, especialmente del Extremo Oriente que eran sus favoritas.

## Colecciones
Actualmente, el arboreto alberga especies de la zona del sureste de los EE. UU. y del extremo oriente incluyendo coníferas y una Metasequoia, así como en su bases una colección de narcisos y lirios de un día.